# Divine Infekt
 (novembre 2017).
Si vous disposez d'ouvrages ou d'articles de référence ou si vous connaissez des sites web de qualité traitant du thème abordé ici, merci de compléter l'article en donnant les références utiles à sa vérifiabilité et en les liant à la section « Notes et références ».
Albums de Psyclon Nine
INRI
(2005)
Divine Infekt est le premier album studio du groupe de metal industriel américain Psyclon Nine, sorti en 2003 sur le label allemand NoiTekk.
En mars 2017, l'album est réédité, par Metropolis Records, en version remastérisée en CD, vinyle et support numérique.

## Liste des titres
Toutes les paroles sont écrites par Psyclon Nine, toute la musique est composée par Nero Bellum.
| 1.    | Divine Infekt                            | 4:01 |
| 2.    | Tyranny                                  | 4:39 |
| 3.    | Clinik                                   | 4:05 |
| 4.    | Slaughter                                | 3:44 |
| 5.    | Resurrekt                                | 4:36 |
| 6.    | Payback                                  | 3:03 |
| 7.    | Genocide                                 | 3:53 |
| 8.    | Rusted                                   | 3:42 |
| 9.    | So Be It                                 | 4:43 |
| 10.   | As You Sleep                             | 3:50 |
| 11.   | Divine Infekt (Tactical Sekt UN version) | 5:13 |
| 45:28 |                                          |      |

## Crédits
| - Nero Bellum : chant, synthétiseur, séquenceur, programmation - Eric Gottesman (live) : synthétiseur - Josef Heresy (live) : synthétiseur, séquenceur, claviers | - Production, mastering : Da5id Din - Coproduction – Marshall Carnage, Nero Bellum - Conception : Eric Gottesman, Josef Heresy, Nero Bellum - Photographie : Dani D, Nero Bellum - Design, artwork (illustrations) : Curtis Richter (Subject:11) |